# Helmut Reinhardt (Politiker)
Helmut Reinhardt (* 22. Dezember 1921 in Stöcken, Kreis Fallingbostel, Niedersachsen; † 15. Oktober 2000) war ein deutscher Politiker der CDU.

## Ausbildung und Beruf
Helmut Reinhardt beantragte am 27. Mai 1939 die Aufnahme in die NSDAP und wurde zum 1. September desselben Jahres aufgenommen (Mitgliedsnummer 7.112.740). Er beendete das Gymnasium 1940 mit dem Abitur und war bis 1945 Soldat. Danach besuchte er die Tierärztliche Hochschule Hannover, die er 1947 mit dem Staatsexamen abschloss.
Als praktischer Tierarzt arbeitete er von 1948 bis 1961. Im Anschluss war er Veterinärassessor und Amtstierarzt. 1975 wurde er gemäß Landesrechtsstellungsgesetz in den Ruhestand versetzt. 1980 schied er aus dem Amt nach § 32 des Abgeordnetengesetz (AbgG NW) aus.

## Politik
Helmut Reinhardt war seit 1957 Mitglied der CDU. Ab 1973 wurde er stellvertretender Kreisvorsitzender in Gütersloh. Von 1957 bis 1961 war Reinhardt Kreisvorsitzender in Fallingbostel und von 1965 bis 1968 in Hann. Münden sowie von 1969 bis 1972 in Halle in Westfalen. Er war Mitglied des Rates der Gemeinde Stöcken von 1956 bis 1961. Von 1956 bis 1961 war er Kreistagsmitglied in Fallingbostel und Fraktionsvorsitzender. 1979 wurde er Mitglied des Stadtrates Halle. Ab 1972 war er Mitglied des Presbyteriums Halle/Westfalen und ab 1973 Mitglied des Vorstandes des Kirchenkreises Halle/Westfalen. Seit 1980 fungierte er als Mitglied im Gefängnisbeirat der Justizvollzugsanstalt Bielefeld.
Helmut Reinhardt war vom 28. Mai 1975 bis zum 29. Mai 1985 direkt gewähltes Mitglied des 8. und 9. Landtages von Nordrhein-Westfalen für den Wahlkreis 140 Gütersloh III – Bielefeld-Stadt III bzw. für den Wahlkreis 104 Gütersloh III.

## Ehrungen
1986 wurde Reinhardt mit dem Verdienstkreuz 1. Klasse der Bundesrepublik Deutschland ausgezeichnet.